# George Sanford
Pour les articles homonymes, voir Sanford.
George Sanford, né le 1er janvier 1943 et mort le 25 février 2021, est un ancien professeur de sciences politiques à l'Université de Bristol, en Angleterre. Il est spécialiste des questions récentes concernant la Pologne et l’Europe de l'Est sur lesquelles il a publié plusieurs livres et de nombreux articles et collaboré à plusieurs ouvrages. On peut citer :
- Polish Communism in Crisis, 1983
- Military Rule in Poland: The Rebuilding of Communist Power, 1981-1983, 1986
- The Solidarity Congress 1981: The Great Debate, 1990
- Democratization in Poland, 1988-1990: Polish Voices, 1992
- Building Democracy?: The International Dimension of Democratisation in Eastern Europe (ed.), 1994
- Historical Dictionary of Poland, 1994
- Poland: The Conquest of History, 1999
- Democratic Government in Poland : Constitutional Politics Since 1989, 2002
- Katyn and the Soviet Massacre of 1940: Truth, Justice and Memory, 2005